# Prater (parque de atracciones)

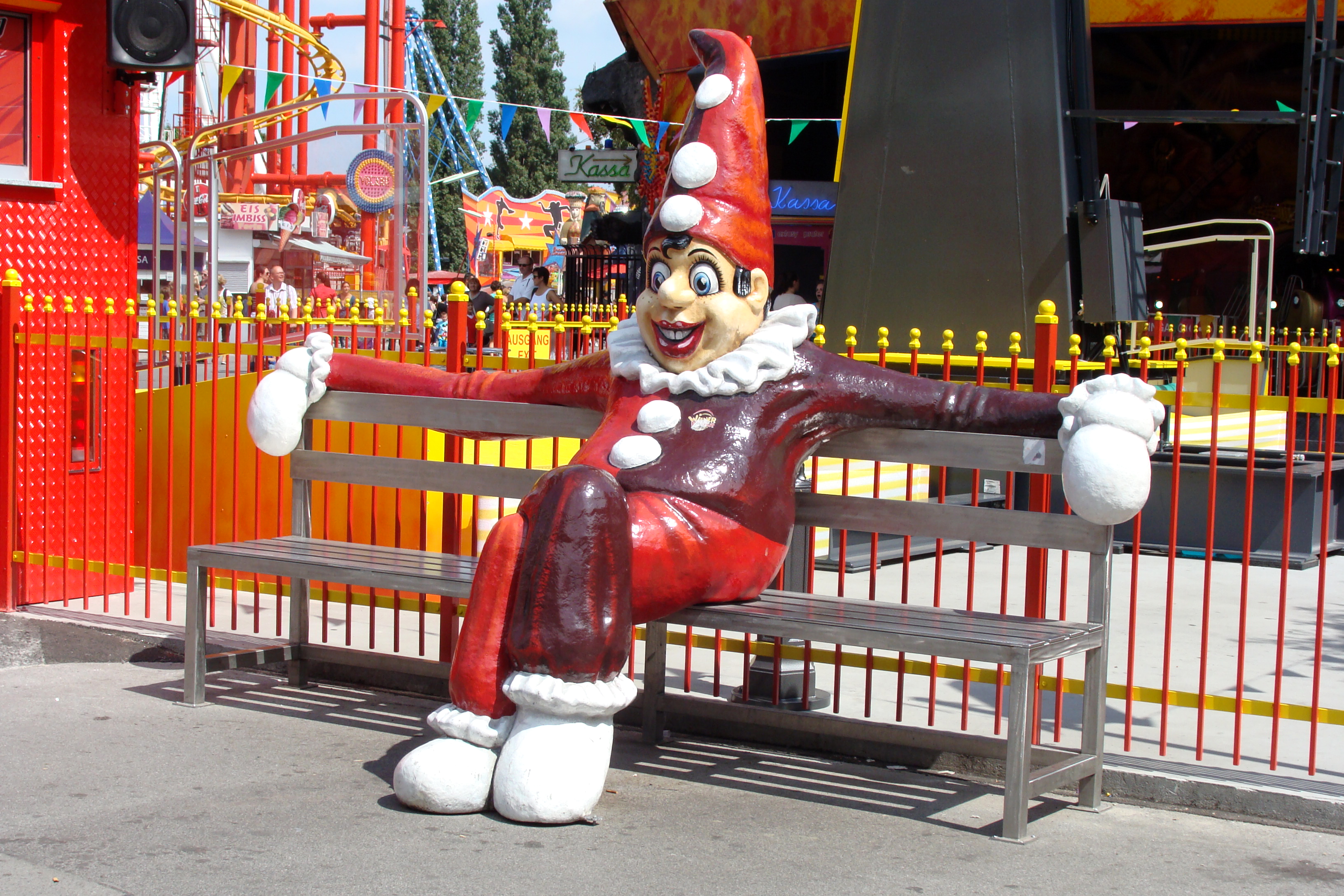
Una escultura de payaso invitando a las visitantes de una de las atracciones

El Wurstelprater, más conocido como Prater, es un parque de atracciones localizado en el Prater de Viena (Austria), en el segundo distrito, Leopoldstadt.
Su atracción más famosa es la noria, conocida como Wiener Riesenrad. No obstante, el parque cuenta también con otras atracciones como montañas rusas, tiovivos o autos de choque.
La mascota del parque es Calafati, una escultura de un hombre chino de nueve metros de altura, que se encuentra junto a la noria.
El parque está abierto entre las diez de la mañana y la una de la madrugada, desde el 15 de mayo hasta el 31 de octubre. No obstante, ciertas atracciones, así como los restaurantes y los puestos de comida, están abiertos durante todo el año.
No es necesario pagar para acceder al parque, sino que se paga en cada atracción, generalmente gestionadas por familias locales.